# Tischerioidea
Tischerioidea là một liên họ bướm đêm, chỉ bao gồm một họ, và chỉ có 1 chi Tischeria, nhưng hiện có 3 chi đã được nhận dạng, phân bố khắp thế giới gồm Nam Mỹ (Davis, 1986), trừ miền Australasia (Puplesis and Diskus, 2003). Các loài bướm nhỏ này có ấu trùng là sâu cuốn lá, chúng ăn chủ yếu là Fagaceae (Tischeria và Coptotriche), Asteraceae và Malvaceae (Astrotischeria), và cũng ăn một số loài trong họ Rhamnaceae, Tiliaceae và Rosaceae Lưu trữ ngày 24 tháng 5 năm 2008 tại Wayback Machine.